# La Tragédie de Lucrèce
Pour les articles homonymes, voir Lucrèce (homonymie).

L'agression de Lucrèce par Sextus Tarquin (scène de gauche).

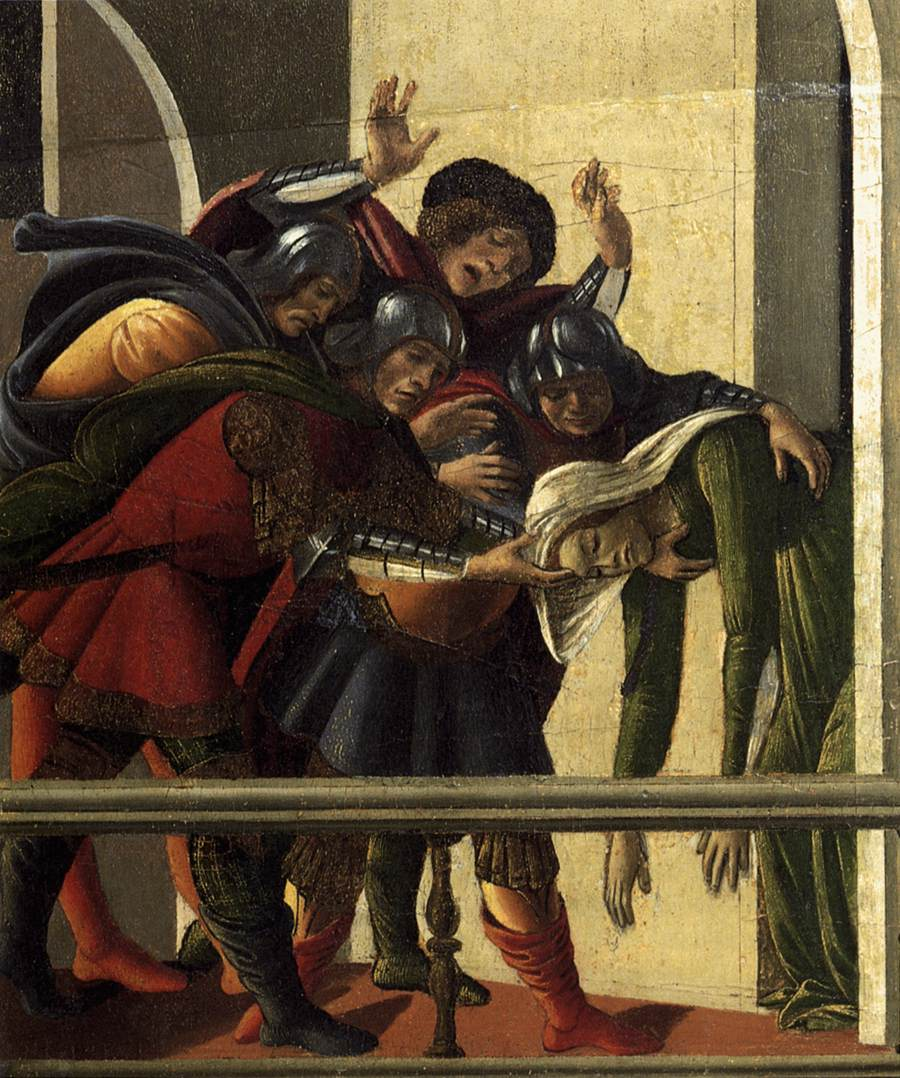
Lucrèce trouvée inanimée par son mari et ses comparses (scène de droite).

La Tragédie de Lucrèce (Storia di Lucrezia en italien) est une peinture en tempera sur bois (84 × 130 cm) exécutée autour de 1498, par Sandro Botticelli, et  conservée au musée Isabella-Stewart-Gardner de Boston.

## Historique
Le tableau fait pendant à l'Histoire de Virginie Romana conservée à l'Académie Carrara de Bergame, dans un ensemble appelé Histoires de Virginie et Lucrèce.
Les deux panneaux faisaient partie d'un dossier et d'un pied de lit montés en vis-à-vis, documentés vers 1500 dans la Casa Vespucci, aujourd'hui palazzo Incontri, situé à l'angle de la via dei Servi et de la via dei Pucci à Florence.
La peinture a probablement été commandée pour le mariage de Giovanni Vespucci, un notable de Florence, en 1500, à moins qu'elle n'ait été destinée à orner un nouveau manoir en 1499.
Le tableau est apparu au XIXe siècle dans la collection Ashburnham à Londres.
Le 1er août 1894, Bernard Berenson conseilla par lettre à Isabella Stewart Gardner et à son mari d'acheter cette œuvre. Le tableau n'était pas à la vente, mais Berenson leur suggéra une offre de 3 000 livres. Isabella Stewart Gardner chargea de cette acquisition Otto Gutekunst, directeur de Colnaghi and Company, marchands d'art à Londres, et le 19 décembre 1894 la vente fut conclue pour 3 400 livres, somme exceptionnelle à l'époque pour une œuvre d'art. C'était la première œuvre de Botticelli à partir pour l'Amérique.

## Thème
Le thème du tableau est l'honneur violé qui a conduit à la mort tragique de Lucrèce, inspirée de Tite-Live, Histoire de Rome (livre I, 58-60) : Lucrèce, fille de Spurius Lucretius Tricipitinus et épouse de Lucius Tarquinius Collatinus, se suicide après avoir été violée par Sextus, fils de Tarquin le Superbe, déclenchant la révolte qui provoqua la fin de la monarchie à Rome.
Il s'agit d'un thème destiné habituellement à des endroits privés à usage féminin comme les chambres à coucher.

## Description
Les épisodes de l'histoire sont développés dans un cadre unique sur fond d'architecture classique, dans laquelle les personnages, peints aux couleurs vives, sont fortement agités dans chacune des scènes. Il s'agit d'une variante de la composition de L'Histoire de Lucrèce par Filippino Lippi, un ancien élève de Botticelli.
Un grand arc de triomphe inspiré de ceux du forum romain, décoré de bas-reliefs et de colonnes surmontées de statues dorées : on reconnait les colonnes de l'arc de Septime Sévère et les prisonniers daces comme dans celui de Constantin ainsi qu'une colonne honoraire au centre avec la statue d'une autre héroïne : Judith.
Le fond laisse apparaître une perspective de bâtiments et un paysage au loin qui se fond dans le bleu dégradé du ciel.
La composition est découpée en plusieurs scènes distinctes avec la présence de Lucrèce, dans chacune d'elles :
- à l’extrême gauche : Le viol de Lucrèce par Sextus Tarquin qui la menace d'un poignard ;
- à droite : Lucrèce est retrouvée inconsciente par son père, son mari et Brutus ; elle se suicide après avoir indiqué le coupable ;
- au centre : Brutus, le cousin de Tarquin Collatin, monté sur le socle de la colonne centrale, est vu au-dessus du cercueil de la jeune femme qui porte encore le couteau en son sein ; il harangue le peuple (groupé à droite) et l'armée (groupée à gauche) pour la vengeance et pour renverser la famille royale.

Le tableau est également construit de telle sorte qu'il y est un point de fuite sur Brutus, le cousin de Tarquin Collatin. En effet, tous les traits principaux de la peinture se rejoignent au centre de la toile ( les murs, les toits des maisons, les sols )

## Analyse
Par cette peinture Botticelli aborde probablement le thème politique de la révolte contre la dictature comme le suggèrent les bas-reliefs de la statue de Judith, en rapport avec la situation politique à Florence de la fin des années 1490 avec le bannissement de Pierre II de Médicis et l'instauration de la république de Savonarole.
Conformément aux caractéristiques de la dernière période de Botticelli, les personnages sont menus comme écrasés par le décor, mais néanmoins mis en valeur par le coloris intense de leurs habits, par leurs contours découpés sur l'architecture ainsi que par leurs visages expressifs et leurs gestes vifs.
La combinaison de plusieurs scènes en une seule image était commune dans l'art médiéval, selon une forme pratiquée dans de nombreuses œuvres de la Renaissance, et particulièrement dans les œuvres tardives de Botticelli.

### Sources
- (it) Cet article est partiellement ou en totalité issu de l’article de Wikipédia en italien intitulé « Storie di Lucrezia » (voir la liste des auteurs).